# The Lady (1925)
The Lady is een Amerikaanse dramafilm uit 1925 onder regie van Frank Borzage. Destijds werd de film in Nederland uitgebracht onder de titel De vrouw uit de nachtclub.

## Verhaal
De nachtclubzangeres Polly trouwt met de zoon van een Britse edelman. Het verschil in stand doet de wenkbrauwen fronsen bij haar schoonfamilie. Kort na de geboorte van hun zoon sterft de man van Polly. Haar schoonvader tracht vervolgens de voogdij over het kind te krijgen, maar Polly wil haar zoontje niet verliezen.

## Rolverdeling
| Acteur             | Personage          |
| ------------------ | ------------------ |
| Brandon Hurst      | St. Aubyns sr.     |
| Norma Talmadge     | Polly Pearl        |
| Paulette Duval     | Adrienne Catellier |
| Emily Fitzroy      | Madame Blanche     |
| Johnny Fox         | Freckles           |
| Alfred J. Goulding | Tom Robinson       |
| George Hackathorne | Leonard Cairns     |
| John Herdman       | John Cairns        |
| Ed Hubbell         | Jongen uit Londen  |
| Doris Lloyd        | Fannie St. Clair   |
| Walter Long        | Blackie            |
| Wallace MacDonald  | Leonard St. Aubyns |
| Miles McCarthy     | Mijnheer Graves    |
| Marc McDermott     | Mijnheer Wendover  |
| Margaret Seddon    | Mevrouw Cairns     |